# Idiops angusticeps
Idiops angusticeps är en spindelart som först beskrevs av Pocock 1899.  Idiops angusticeps ingår i släktet Idiops och familjen Idiopidae. Inga underarter finns listade i Catalogue of Life.